# Dimitrovgrad
|  | Per a altres significats, vegeu «Dimítrovgrad». |

Dimitrovgrad (rus: Димитровгра́д) és una ciutat de l'óblast d'Uliànovsk, a Rússia. Es troba a la desembocadura del riu Bolxoi Txeremxan, a 80 km a l'est d'Uliànovsk, a 170 km al sud de Kazan i a 120 km al nord de Samara.

## Història
Es considera el 1698 com l'any de la fundació de la ciutat, quan es va crear el primer assentament de txuvaixos a l'emplaçament de l'actual ciutat. Durant la dècada de 1730 va construir-s'hi una fàbrica de licors, que va fer que vinguessin molts treballadors i comerciants. Tot i que la fàbrica va tancar el 1847 la localitat va conservar l'esperit comerciant, i ja el 1919 va aconseguir l'estatus de ciutat.
La ciutat ha tingut diferents noms al llarg de la història: Txuvaixki Melekèss, Russki Melekèss i, des del 1972, Dimitrovgrad en honor del dirigent comunista búlgar Gueorgui Dimitrov.

## Demografia
| 1897    | 1926    | 1939    | 1959    | 1970    |         |
| ------- | ------- | ------- | ------- | ------- | ------- |
| 6 800   | 18 000  | 32 500  | 50 700  | 81 300  |         |
| 1979    | 1989    | 1998    | 2002    | 2008    | 2012    |
| 106 000 | 123 570 | 137 200 | 130 871 | 127 600 | 121 487 |